# 北戴德市 (佛羅里達州)
北戴德市（英語：Dade City North）是位於美國佛羅里達州帕斯科縣的一個人口普查指定地區。

## 地理
北戴德市的座標為28°22′41″N 82°11′52″W / 28.37806°N 82.19778°W，而該地最高點為海拔高度36米（即118英尺）。

## 人口
根據2010年美國人口普查的數據，北戴德市的面積為4.70平方千米，當中陸地面積為4.70平方千米，而水域面積為0.00平方千米。當地共有人口3319人，而人口密度為每平方千米706人。